# Bemowo
Bemowo là một quận của Warsaw, thủ đô Ba Lan nằm ở phía tây của thành phố. Địa giới của quận nằm ở khu vực gọi là vành đai phía tây của huyện cũ Wola, được nhập vào Warsaw năm 1951. Tên gọi của quận này lấy theo họ của tướng Józef Bem. 

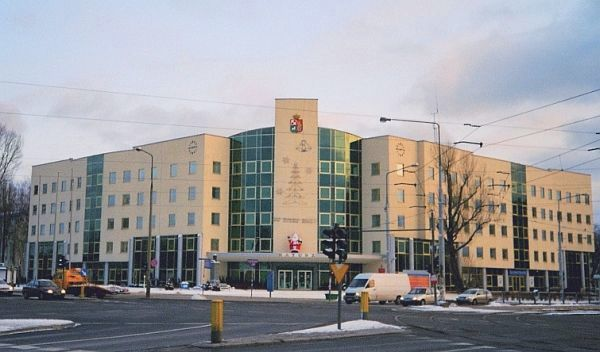
Tòa nhà chính quyền quận Bemowo